# 枇杷島分岔點
枇杷島分岔點（日语：／ Biwajima bunkiten */?）是位於愛知縣清須市的名古屋鐵道之分岔點。
此分岔點位在東枇杷島站與西枇杷島站之間，名古屋本線與犬山線由此點分叉。因並非一般的車站，所以未設月台等硬體設施，所有的列車均過此點不停。

## 概要
本分岔點的軌道呈三角形狀，
1. 由分岔點通往名古屋本線名鐵岐阜方向
2. 由分岔點通往犬山線
3. 名鐵岐阜方向通往犬山線

分別有上述3條路線存在。

### 配置圖
|                                                                      | ↑ 名古屋本線 名古屋、豐橋、機場方向 |                                   |
|                                                                      | 名古屋鐵道 西枇杷島站 構內配線略圖  | → 名古屋本線 一宮、岐阜、津島方向 |
|                                                                      | ↓ 犬山線 岩倉、犬山方向             |                                   |
| 图例 参考文献： 左上：庄內川橋樑與枇杷島分岔點，左下：舊下砂杁信號場 |                                     |                                   |

## 相鄰設施
名古屋本線
東枇杷島－枇杷島分岔點－西枇杷島
犬山線
東枇杷島－枇杷島分岔點－（下砂杁信號場）－下小田井

## 來源
1. ↑  電氣車研究會（日语：電気車研究会）、『鐵道Pictorial（日语：鉄道ピクトリアル）』通巻第816号 2009年3月 臨時増刊号 「特集 - 名古屋鉄道」、巻末折込「名古屋鉄道 配線略図」

## 外部連結
（日語）
- Mapion 名鐵犬山線 路線圖 （页面存档备份，存于）